# Sabinian (papież)
Sabinianus (ur. w Volterrze, zm. 22 lutego 606 w Rzymie) – 65. papież w okresie od 13 września 604 do 22 lutego 606.

## Życiorys
Urodził się w Volterrze w Toskanii. W czasach diakonatu, był nuncjuszem w Konstantynopolu za panowania Grzegorza I. Po swojej elekcji musiał czekać około pół roku na zezwolenie od cesarza na objęcie Stolicy Piotrowej.
W czasie pontyfikatu głównie polegał na hierarchach kościelnych, a nie na mnichach, tak jak jego poprzednik. Niepopularny z powodu złych przedsięwzięć ekonomicznych, był oskarżany przez lud Rzymu o wyciąganie korzyści z nadzoru dostaw żywności w okresie klęski głodu. Wprowadził do powszechnego użytku dzwony kościelne i nakazał umieszczanie zegarów słonecznych na każdym kościele.
Pochówek odbył się w bazylice św. Piotra, jednak orszak pogrzebowy musiał do niej maszerować poza murami miasta, by uniknąć niezadowolonego ludu.